# Kateryna Zelenykh
Katerîna (sau Katerina) Dmîtrivna Zelenîh (în ucraineană Катерина Дмитрівна Зелених; n. 31 ianuarie 2001, Artemivsk, Donețk, Ucraina), cunoscută în România sub numele Kateryna Zelenykh, este o practicantă de lupte libere română de origine ucraineană. Este vicecampioană europeană în 2024 și a câștigat o medalie de bronz în categoria 59 kg femei la Campionatul Mondial de Lupte (individual) din 2020⁠(d) de la Belgrad, Serbia.
La Campionatul Mondial de Lupte U23 din 2021⁠(d) desfășurat la Belgrad, Serbia, ea a câștigat medalia de argint în categoria 62 kg. În anul următor a luat o medalie de bronz în categoria 65 kg la Campionatul Mondial de Lupte U23 din 2022⁠(d) desfășurat la Pontevedra, Spania. A fost medaliată cu argint în categoria 65 kg la Campionatul European de Lupte din 2024 de la București, România.

## Reușite
| An   | Eveniment sportiv    | Loc                | Rezultat | Probă              |
| ---- | -------------------- | ------------------ | -------- | ------------------ |
| 2024 | Campionatul European | București, România | locul 2  | lupte libere 65 kg |